# Scleropodium touretii
Scleropodium touretii är en bladmossart som beskrevs av L. F. Koch 1949. Enligt Catalogue of Life ingår Scleropodium touretii i släktet Scleropodium och familjen Brachytheciaceae, men enligt Dyntaxa är tillhörigheten istället släktet Scleropodium och familjen Brachytheciaceae. Arten har ej påträffats i Sverige. Inga underarter finns listade i Catalogue of Life.